# صفیه بنت حیی بن اخطب
صفیه یکی از همسران محمد، پیامبر اسلام بود. صفیه دختر حیی بن اخطب از یهودیان مدینه و رئیس قبیله بنی‌نضیر بود. نسبش را از اسباط لاوی بن یعقوب و از نسل نضیر بن نحام بن ینحوم به هارون بن عمران، برادر موسی رسانده‌اند.

## زندگی نامه
صفیه در کودکی بسیار مورد توجه پدر و عمویش ابویاسر بن اخطب که او نیز از سران یهود بنی نضیر و از اشراف مدینه به‌شمار می‌آمد قرار داشت. با ظهور اسلام و هجرت پیامبر اسلام محمد به مدینه، پدر و عموی صفیه در زمره بزرگترین دشمنان محمد درآمدند. مادرش بره دختر سموئیل نام داشت؛ او خواهر رفاعة بن سموئیل از شاخه یهودیان بنی‌قریظه بود که در ردیف یهودیان بنی نضیر بوده‌اند. صفیه در مدینه متولد شد. او نخست به ازدواج سلام ابن مشکم قریظی درآمد؛ ولی پس از مدتی از او جدا شد و به همسری کنان ابن ربیع بن ابی‌الحقیق که از شاخه یهودیان بنی‌نضیر بود رفت.
در سال چهارم هجرت و در پی جنگی که بین یهودیان بنی‌نضیر و مسلمانان به رهبری محمد پیش آمد یهودیان بنی‌نضیر شکست خورده و ملزم به ترک مدینه شدند. پس از تبعید از مدینه عده‌ای از سران بنی‌نضیر از جمله حیی بن اخطب و کنانه بن ربیع و دیگران به خیبر پناه بردند و در قلعه‌های آنجا ساکن شدند. پس از صلح حدیبیه، در اوایل سال هفتم هجرت محمد با یهودیان خیبر دوباره وارد جنگ شد و این منطقه را که به صورت مرکزی برای آشوب‌های نظامی و تحریکات و جنگ‌افروزی‌ها علیه مسلمانان درآمده بود فتح کرد. در این جنگ کنان ابن ربیع شوهر صفیه به دستور محمد به دست زبیر بن عوام تعزیر و به دست محمد بن مسلمه کشته شد و غنائم بسیاری نصیب مسلمانان گشت. در جریان فتح قلعه قموص که یکی از قلاع هفتگانه خیبر و دژ فرزندان ابی‌الحقیق بود، زنان به اسارت گرفته شدند که از جملهٔ آنان صفیه دختر حیی بن اخطب و یکی از دختر عموهایش بودند.
محمد به بلال حبشی فرمان داد، صفیه و دختر عمویش را کنار بارها و جایگاه خود ببرد. «بلال»، این دو نفر را از کنار کشتگان یهود عبور داد و خدمت پیامبر آورد. پیامبر از جریان آگاه گردید، از جای برخاست و عبا بر سر «صفیه» افکند و به او احترام کرد و برای استراحت او نقطه‌ای را در لشکرگاه معین کرد، سپس با لحن تند به بلال گفت: «مگر مهر و عاطفه از دل تو رخت بربسته که این دو زن را از کنار اجساد عزیزان خود عبور دادی»؟ یکی از مسلمانان به نام دحیه کلبی در نظر داشت تا از محمد صفیه را بخواهد. خود محمد ردای خویش را بر او افکند. محمد به صفیه گفت: «اگر بخواهی به دین خودت باشی تو را مجبور به ترک آن نمی‌کنم؛ ولی اگر خدا و رسول او را برگزینی تو را به همسری خود برمی‌گزینم». صفیه گفت: «حتماً خدا و پیامبر او را برمی‌گزینم». صفیه هفده ساله بود که به ازدواج محمد درآمد.
واقدی آورده است: چون این گنج پیدا شد، پیامبر دستور داد زبیر، کنانه را شکنجه دهند تا هر چه که پیش او است به دست آورد. زبیر کنانه را شکنجه داد: حتی سنگ آتش زنه‌ای را روی سینه او گذاشت. سپس پیامبر به زبیر دستور دادند تا کنانه را به محمد بن مسلمه بسپارند تا او را در مقابل خون برادرش محمود بن مسلمه بکشد، و محمد بن مسلمه او را کشت. و هم دستور داد تا برادر دیگر را هم شکنجه دهند و سپس او را به وارثان بشر بن براء سپرد تا به عوض خون او بکشندش و او هم کشته شد و گویند گردنش را زدند. پیامبر در قبال این کار آنها اموالشان را حلال کرد و زن و فرزندانشان را به اسارت گرفت.
به گفته طبقات‌الکبری پیامبر اسلام به صفیه گفت: «از این پیشنهادهای من یکی را برگزین، اگر اسلام را برگزینی تو را برای خود نگه می‌دارم و اگر یهودی بودن را برگزینی، شاید آزادت کنم و به قوم خود بپیوندی». پیامبر در چهره صفیه و نزدیک چشم او نشانه کبودشده گی که به سبزی می‌زد دید و از او پرسیدکه این چیست؟ صفیه گفت ای رسول خدا درخواب چنان دیدم که ماهی ازسوی آسمان یثرب آمد و در دامنم قرارگرفت، این موضوع را به شوهرخویش گفتم، کنانه گفت گویا دوست داری که همسر این پادشاه یشوی که از مدینه می‌آید؟ وچنان برچهره ام زد که از اثر آن گرفتار عادت ماهیانه شدم. پیامبر (ص) تا صفیه پاک شد همچنان درخیبر ماند و بدون اینکه با او زفاف کند از خیبر بیرون آمد. هنگامی که شتر پیامبر (ص) راجلو آوردند تا ازخیبر بیرون آید پیامبر ران خود را افقی قرار داد که صفیه پای بر آن نهد وسوارشود، صفیه از اینکار خودداری کرد و زانوی خود را بر ران پیامبر نهاد وسوارشد، رسول خدا (ص) صفیه را پوشاند.
پس از رحلت پیامبر، عمر بن خطاب برای او شش هزار درهم مقرری سالیانه در نظر گرفت. او در سال سی و پنج هجری و در پی محاصره خانه عثمان بن عفان - خلیفه سوم- به کمک عثمان شتافت و از خانه خود تا خانه عثمان معبری گشود و از طریق آن آب و غذا به او و خانواده‌اش می‌رساند.
صفیه در سال پنجاه هجری در مدینه درگذشت؛ سعید بن عاص بر او نماز خواند و در قبرستان بقیع به خاک سپرده شد.